# José Bové
José Bové (Talence, 11 juni 1953) is een Franse milieuactivist, landbouwsyndicalist, politicus en andersglobalist.

## Activist
Bové is zowel in Frankrijk als daarbuiten bekend wegens zijn strijd tegen genetische manipulatie en globalisering. Hij is een van de boegbeelden van het andersglobalisme, een internationale protestbeweging die zich verzet tegen de wijze waarop de globalisering vorm krijgt. Voor zijn buitenparlementaire acties waaronder het vernielen van een McDonald's restaurant in aanbouw werd hij verschillende keren veroordeeld tot gevangenisstraf.

## Schrijver
Bové is tevens actief als schrijver. Bij uitgeverij Lemniscaat verscheen in 2002 De wereld is niet te koop, een Nederlandse vertaling van Le monde n'est pas une marchandise, een boek dat hij schreef met François Dufour.

## Politicus
In 2007 stelde hij zich kandidaat bij de Franse presidentsverkiezingen. Hij werd in 2009 gekozen in het Europees Parlement voor Les Verts. In 2014 werd hij samen met Ska Keller het boegbeeld voor de Europese Groene Partij bij de Europese verkiezingen van mei 2014. Hij werd herkozen in het Europees Parlement.
- Bibsys: 2067222
- Biblioteca Nacional de Chile: 000547889
- Biblioteca Nacional de España: XX1002673
- Bibliothèque nationale de France: cb13570784p (data)
- Catàleg d'autoritats de noms i títols de Catalunya: 981058521548406706
- CiNii: DA1483489X
- Gemeinsame Normdatei: 122985435
- International Standard Name Identifier: 0000 0001 2130 5303
- Library of Congress Control Number: n2001100911
- Bibliotheek van het Japanse parlement: 00843768
- Nationale Bibliotheek van Tsjechië: jo2016928580
- Nationale Bibliotheek van Israël: 987007258804605171
- Nederlandse Thesaurus van Auteursnamen: 228153026
- Réseau des bibliothèques de Suisse occidentale: 02-A006060513
- Istituto Centrale per il Catalogo Unico: RAVV230429
- Système universitaire de documentation: 052637107
- Virtual International Authority File: 44466303
- WorldCat: E39PBJcBXMB9HDMDXVDyHb6qcP